# Фаг лямбда
Фаг λ (бактеріофаг λ, коліфаг λ) — помірний бактеріофаг кишкової палички (Escherichia coli). Модельний організм генетики, молекулярної біології та біології бактеріофагів. У життєвому циклі фаг лямбда повинен зробити один великий «вибір» — яким шляхом йому розвиватись: літичним, за якого клітина-живитель програмується на виробництво нових фагових частинок, а згодом гине, вивільняючи в середовище вірусне потомство, чи лізогенний, що полягає у вбудовуванні фагового геному в хромосому бактерії, де він може перебувати тривалий час і передаватись наступним поколінням E. coli. Цей вибір здійснюється на основі відносно простого механізму перемикання генів, що зробило фаг лямбда зручним об'єктом для вивчення регуляції генної експресії. Цей вірус є одним із найбільш детально вивчених живих організмів на Землі.
Як і будь-який помірний бактеріофаг фаг λ здатний до спеціалізованої трансдукції — перенесення генів однієї клітини живителя до іншої. Ця його властивість дозволила використати фаг λ з метою конструювання одних із перших векторних молекул для клонування генів. Їх вдосконалені версії використовуються генетиками і молекулярними біологами і досі.

## Історія дослідження

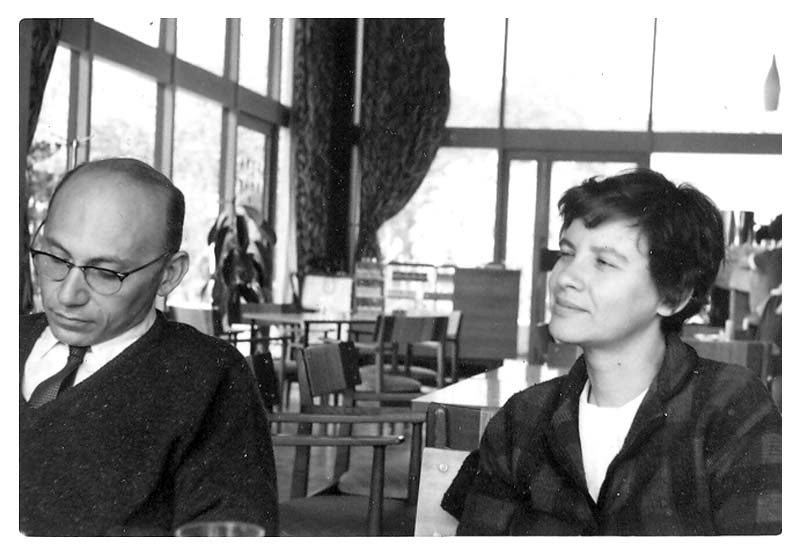
Естер та Джошуа Ледерберги — мікробіологи, що відкрили фаг λ

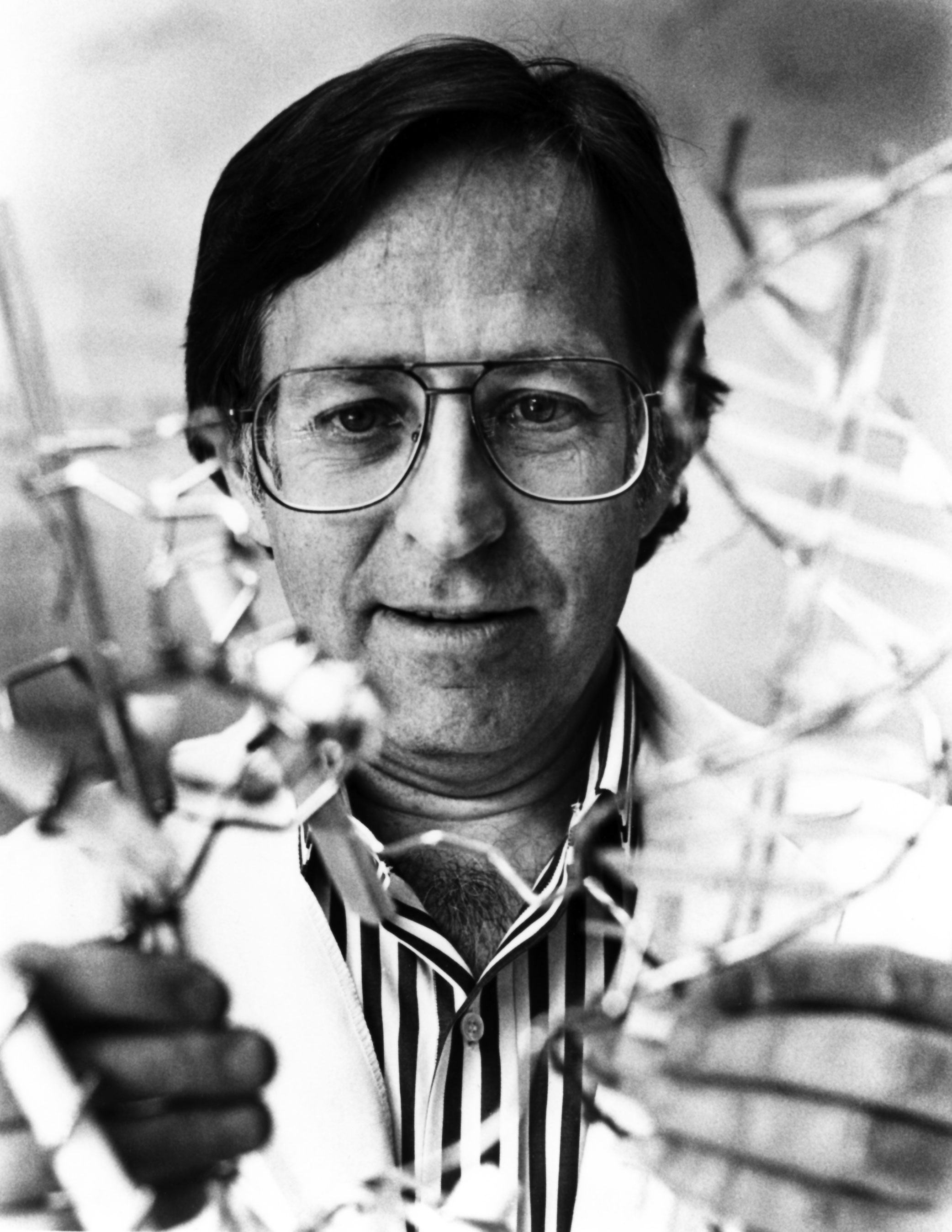
Марк Пташне — біохімік, що вперше виділив лямбда-репресор

Бактеріофаг λ був відкритий випадково 1951 року Джошуа та Естер Ледербергами під час досліджень кон'югації бактерій E.coli. Штам K12, який вони використовували, містить у своїй ДНК вбудований «дрімаючий» геном фага лямбда. Ледербегри індукували мутагенез у клітинах кишкової палички, для того, щоб отримати ауксотрофних мутантів. Один із одержаних мутантних штамів втратив профаг лямбда, і через це став чутливий до повторної інфекції. Цей штам вирощували разом із іншим ауксотрофним мутантом, щоб з'ясувати, чи можуть вони доповнювати харчові потреби одне одного. Дослідники отримали несподіваний результат: один із штамів (той, що втратив профага) заразився бактеріофагом від іншого і був лізований. Фаг лямбда став важливим об'єктом досліджень, в першу чергу через те, що він паразитує на іншому модельному організмі — кишковій паличці. Вже через кілька років після його відкриття стався справжній «бум» експериментів, у яких використовувався цей організм.
Перші мутанти фага лямбда були отримані Дейлом Кайзером (Dale Kaiser), тоді постдоком Пастерівського інституту, в середині 1950-их років. Це були мутанти, що викликали формування в культурі E.coli «чистих» зон лізису, в той час як фаги дикого типу спричинювали появу зон, які були мутними через розмноження лізогенізованих клітин. Кайзер встановив, що фаги могли втрачати здатність розможуватись лізогенним шляхом, через мутацію в одному із трьох генів, і назвав їх cI, cII та cIII (c від англ. clear — чистий). В подальших експериментах було з'ясовано, що ген cI відповідав за певну «репресивну сполуку», яка забезпечувала пригнічення профага та імунітет до суперінфекції.
Приблизно через десятиліття Марк Пташне, співробітник Гарвардського університету, виділив цю «репресивну сполуку» і довів, що це білок. Разом із колегами він поставив велику кількість біохімічних експериментів, в ході яких був встановлений механізм взаємодії лямбда-репресора із ДНК. Наступні досліди, проведені в лабораторіях по всьому світу, дозволили з'ясувати механізм «прийняття рішення» бактеріофагом лямбда. Особливої уваги серед них заслуговують досліди Луїса Рейчардта (Louis Reichadrt), аспіранта Дейла Кайзера, який встановив функції білка CII та промотора PRE.
Фаг лямбда був одним із перших вірусів, для геному яких була встановлена повна нуклеотидна послідовність. Секвенування відбувалось під керівництвом Фредеріка Сенґера і завершилось 1982 року.
1986 року вийшло друком перше видання монографії «A Genetic Switch» (Перемикання генів) Марка Пташне, яка вважається класичною працею в галузі досліджень, присвячених регуляції генної активності.

## Будова

Будова віріона фага лямбда

Кільцева карта геному фага лямбда

Віріон фага λ складається із ікосаедричної голівки діаметром близько 50 нм та хвостового відростка довжиною близько 150 нм, на кінці якого розміщені бокові нитки довжиною 85 нм. Усього до складу білкової оболонки фага входить близько п'ятнадцяти білків, що кодуються вірусним геномом.
Спадкова інформація представлена двонитковою лінійною ДНК розміром 48502 п.н. з однонитковими взаємнокомплементарними («липкими») кінцями по 12 нуклеотидів. У геномі фага λ виявлено 75 відкритих рамок зчитування.

## Життєвий цикл

Життєвий цикл фага лямбда

Фаг лямбда належить до помірних бактеріофагів. На відміну від вірулентних або літичних бактеріофагів, які після інфекції обов'язково перетворюють клітини на «фабрику» продукування нових віріонів, а згодом руйнують її, помірні фаги мають вибір: за сприятливих умов вони розвиваються літичним шляхом, тобто поводять себе схоже до вірулентних, а за нестачі енергетичних ресурсів може реалізуватись інший — лізогенний шлях розвитку, коли фаг перетворюється у латентну «дрімаючу» форму — профаг. За певних умов профаг може активуватись і переходити до літичного розвитку, такий перехід називається індукцією профага.
Під час інфікування кишкової палички бактеріофаг спочатку адсорбується на її поверхні, після чого вводить у цитоплазму свою ДНК. У клітині відбувається експресія невеликої частини вірусних генів, необхідних для прийняття рішення, яким шляхом слід розвиватись. Якщо фаг «вибрав» літичний шлях, більшість його генів активуються, і приблизно за 45 хвилин у бактерії збирається близько 100 нових віріонів, які виходять в середовище руйнуючи клітину живителя.
Натомість під час лізогенного розвитку вірусна ДНК вбудовується у бактерійну хромосому, перетворюючи таку клітину на лізогенну (тобто таку, що за певних умов може стати причиною лізису інших клітин у культурі). Після цього із всього вірусного геному експресується тільки один ген — білка репресора, який пригнічує роботу решти генів. Під час кожного циклу реплікації бактерійної ДНК реплікується і профаг, і кожна дочірна клітина отримує свою копію. У такому стані бактеріофаг лямбда може перебувати необмежений час. Лізогенізація клітини має ще один наслідок: через те, що в її цитоплазмі завжди є певний рівень білка-репресора, вона не може повторно інфікуватись фагом того ж типу.
Спонтанна індукція профага, тобто його перехід до літичного розвитку, є дуже рідкісною подією, і відбувається приблизно в одній із мільйона лізогенних клітин; цим пояснюється низький рівень вірусних частинок у лізогенних культурах. Проте частоту індукції можна підвищити майже до 100% шляхом опромінення бактерій невеликою дозою ультрафіолету. В такому разі в клітинах вмикається SOS-відповідь, покликана забезпечити репарацію пошкоджень ДНК. Білок-репресор реагує на запуск SOS-відповіді в клітині самознищенням, що має наслідком дерепресію інших генів фага, вирізання (ексцизію) його геному із бактерійної хромосоми, та запуск літичного розвитку. З еволюційної точки зору це «розумне» рішення, оскільки SOS-відповідь може означати, що клітина живитель має серйозні неприємності, і краще її покинути.

### Літичний розвиток

Механізм циклізації ДНК фага лямбда, що відбувається завдяки наявності «липких кінців»

Адсорбція фага λ на поверхні клітини кишкової палички відбувається завдяки взаємодії білка на кінчику хвостового відростка та поверхневого білка LamB бактерії. Після успішного приєднання фаг вводить свою лінійну ДНК у цитоплазму клітини живителя, де вона замикається у кільце: між комплементарними нуклеотидами «липких кінців» утворюються водневі зв'язки, а однониткові розриви «зашиваються» ДНК-лігазами. Ділянка, що утворюється внаслідок перекривання «липких кінців» називається cos-ділянкою, від англійського cohesive ends.

#### Експресія ранніх генів
Наступною подією в циклі розвитку фага λ є розпізнавання його «ранніх» промоторів PR (правого) та PL (лівого) РНК-полімеразами живителя, які розпочинають транскрипцію. Утворені транскрипти зовсім короткі, оскільки РНК-полімерази, невдовзі по завершенню зчитування одного гена в кожному напрямку натрапляють на термінаторні ділянки (tR і tL), тому на цьому етапі експресуються тільки два так звані передранні або «негайні ранні» гени: N з лівого промотора і cro (англ. control of repressor and other genes) — з правого.
Продукт гену N працює як антитермінатор: разом із чотирма бактерійними білками він зв'язується із РНК-полімеразою і модифікує її таким чином, що вона набуває здатності проходити термінаторні ділянки і продовжувати транскрипцію. Модифікуватись може не будь-яка клітинна РНК-полімераза, а тільки та, що зв'язана із спеціальною послідовністю вірусної ДНК — nut (від англ. N utilization). Такі ділянки у геномі фага λ є тільки в двох місцях — перед термінатором tL лівого оперона та перед термінатором tR правого оперона, тому модифікації зазнають саме ті РНК-полімерази, які почали транскрипцію вірусної ДНК. Після цього відбувається експресія всіх генів, що входять до складу ранніх оперонів, найважливішими з них є O та P, які забезпечують реплікацію ДНК.
Спочатку реплікація ДНК відбувається за θ-механізмом (двокерункова реплікація), який забезпечує утворення кільцевих молекул ДНК. Приблизно на 12 хвилину механізм змінюється на «кільце, що котиться», внаслідок чого синтезуються довгі лінійні молекули, що складаються із великої кількості послідовно сполучених копій вірусного геному. Такі молекули називаються конкатамерами і є підходящим субстратом для пакування у фагові голівки.

#### Експресія пізніх генів
Більшість інших білкових продуктів ранніх генів виконують допоміжні функції або беруть участь у виборі літичного або лізогенного шляху розвитку. Один із них необхідний для запуску експресії пізніх генів — білок Q. Схоже до продукту гену N, він виконує роль антитермінатора, хоча біохімічні механізми дії цих білків дещо різні. Пізня транскрипція розпочинається зі промотора PR' пізнього оперона. Цей промотор належить до сильних, тому РНК-полімерази приєднуються до нього відразу після потрапляння вірусної ДНК в клітину, проте транскрипція відразу ж і припиняється, оскільки безпосередньо за PR' міститься термінаторна ділянка. Продукт гену N, не може «розблокувати» транскрипцію в цьому місці, через те, що перед термінатором нема ділянки nut, але наявна послідовність, яка дозволяє білку Q здійснити антитермінацію.
Одночасно внаслідок експресії ранніх генів у клітині накопичується білок Cro. Коли його рівень досягає критичного значення, він блокує подальшу транскрипцію власного та інших ранніх генів, оскільки до того часу їхні продукти вже синтезовані в достатній кількості.

Експресія генів фага лямбда під час літичного розвитку

Пізній оперон містить 26 генів: білків, що складають голівку, хвостовий відросток і бокові нитки віріона, а також ферменти, необхідні для лізису бактерії. Голівки і хвостики збираються окремо в цитоплазмі клітини-живителя. У кожну голівку запаковується по одній копії вірусного геному, які відрізаються від конкатамеру в ділянці cos, внаслідок чого формуються «липкі кінці». Після цього голівки та хвостики з'єднуються, формуючи зрілі інфекційні вірусні частинки, що накопичуються у цитоплазмі. Паралельно в бактерії синтезується білок ендолізин (продукт гену R) та голін (продукт гену S), коли рівень останнього достатньо піднімається, він формує у мембрані клітини пори, що дозволяють ендолізину вийти у периплазматичний простір. Там цей фермент проявляє свою активність і розщеплює муреїн клітинної стінки кишкової палички. Позбавлена опори клітинної стінки бактерія розривається від осмотичного шоку, а вірусні частинки виходять у середовище, готові інфікувати нові клітини.

### Вибір між літичним та лізогенним шляхом

Механізм здійснення вибору, яким шляхом розвиватись: літичним чи лізогенним

Передрання та рання транскрипція відбувається однаково, незалежно від того, який шлях розвитку обере фаг λ. Здійснення вибору відбувається на рівні білка CII (сі два), що експресується в складі правого оперону після антитермінації білком N; також в цьому процесі задіяний білок CIII (сі три), що входить до складу лівого оперону. Білок CII можна вважати «сенсором середовища», оскільки він відповідає за сприйняття умов всередині клітини живителя. Одночасно він є транскрипційним фактором. Коли концентрація CII в клітині досягає потрібного рівня, він активує експресію генів із двох промоторів: PRE (англ. promoter for repressor establishment) та PI. Обидва промотори є слабкими, і не можуть вмикатись без допомоги CII. Транскрипція, що починається із PRE іде вліво через ген cro (але білок Cro при цьому не утворюється, через те, що ген орієнтований вправо), до гена cI, внаслідок експресії якого утворюється активний білок-репресор, який згодом пригнічує експресію всіх інших генів. PI забезпечує синтез інтегрази, яка відповідає за вбудовування фагового геному до бактерійної хромосоми. Таким чином встановлюється лізогенія.
Рівень білка CII залежить від активності бактерійної протеази FtsH (продукт гену hflB (англ. high-frequency lysogenization by phage λ)), яка його швидко розщеплює. Якби фермент Hfl був постійно активний в клітині, фаг ніколи не зміг би перейти до лізогенії. Проте рівень Hfl регулюється сигнальною молекулою цАМФ: чим вищий в клітині вміст цАМФ, тим нижча активність протеази. Зазвичай багато цАМФ містять клітини, що голодують, в такому випадку активність протеаз падає, відбувається накопичення CII, який переводить клітину на лізогенний шлях. Крім того, накопиченню CII сприяє білок CIII, що пригнічує активність Hfl.
Концентрація CII також залежить від кількості фагів, які одночасно інфікують клітину. Чим більше копій вірусної ДНК потрапляє в бактерію, тим більше відповідно буде синтезуватись CII і CIII, що спрямовуватиме фаг до лізогенного розвитку. Біологічний зміст такої регуляції полягає в тому, що інфікування великою кількістю фагів явно вказує на переважання чисельності вірусів над бактеріями, а отже нові фагові частинки, швидше за все, не зможуть знайти собі незаражену «жертву». В такому випадку вигідніше перейти в латентний стан профага.

#### «Перемикач» генів

Вплив різних концентрацій лямбда-репресора на транскрипцію із промоторів P_{RM} та P_{R} (концентрація збільшується зверху донизу)

Вплив різних концентрацій білка Cro на транскрипцію із промоторів P_{RM} та P_{R} (концентрація збільшується зверху донизу)

Дія сенсора середовища фага лябда, білка CII, зводиться в кінцевому результаті до того, що він регулює вміст в клітині двох факторів транскрипції — CI і Cro, а ці два білки в свою чергу забезпечують перемикання генів. Місцем їх дії є промоторно-операторні ділянки правого та лівого ранніх оперонів, особливо важливе значення має ділянка ORPRMPR. Ця послідовність складається із наступних елементів:
- PRM (англ. promoter for repressor maintenance) — повернутий вліво промотор, з якого транскрибується ген репресора;
- PR — промотор правого оперона, повернутий вправо;
- OR — операторна ділянка, що складається із трьох окремих послідовностей: OR1, яка перекривається тільки із промотором PR, OR3, яка перекривається тільки з промотором PRM, і OR2, що перекривається з обома промоторами, але розташована на одну пару нуклеотидів ближче до PR.

Кожен із білків CI та Cro мають різну спорідненість до послідовностей правого оператора: білок репресор найбільш ефективно зв'язується із OR1, а до OR2 і OR3 має однакову і нижчу спорідненість, Cro навпаки найбільш споріднений до OR3, і менше — до OR2 і OR1.
Розглянемо ситуацію, коли у клітині високий вміст білка-репресора: спершу він приєднається до ділянки OR1 і закриє правий промотор, через що РНК-полімераза не зможе розпочати транскрипцію гену cro. В цьому і полягає основна функція CI — пригнічувати експресію інших генів. Але наслідки зв'язування білка CI не обмежуються тільки репресією правого оперону, одночасно він сприяє кооперативному приєднанню другої молекули CI до OR2. Лямбда-репресор у цьому положенні вже діє не як репресор, а як активатор, і стимулює він експресію власного гену: приєднаний до OR2 він не закриває промотор PRM, а латерально контактує із РНК-полімеразою і сприяє її приєднанню, а отже і транскрипції, з PRM. Для третьої молекули CI кооперативного ефекту не спостерігається, тому ділянка OR3 заповнюється білком-репресором, тільки тоді коли його концентрація стає дуже високою. В такому випадку репресор пригнічуватиме і власний ген, через що його рівень знижуватиметься допоки він не звільнить ділянку OR3. Така регуляція за механізмом негативного зворотного зв'язку необхідна для підтримання сталої концентрації лямбда-репресора: достатньої для того, щоб не допустити експресії інших генів, і не зависокої, щоб у фага залишилась можливість перейти до літичного розвитку.
Якщо ж у клітині багато білка Cro, то він в першу чергу займе ділянку OR3, перешкоджаючи приєднанню РНК-полімерази до PRM і виключаючи таким чином можливість накопичення репресора. У випадку Cro ніякого кооперативного ефекту не спостерігається, тому для приєднання другої молекули до OR2 потрібна значно вища концентрація білка. На відміну від CI Cro в положенні OR2 не стимулює експресію власного гену, а навпаки — пригнічує. Це пов'язано із тим, що Cro не має ділянки для взаємодії з РНК-полімеразою, а також із тим, що OR2 розташований ближче до PR ніж до PRM, через що будь-який транскрипційний фактор, чи то CI, чи Cro, приєднуючись до нього перешкоджатимуть зв'язуванню РНК-полімерази із PR. Отже, коли в клітині накопичується достатня кількість Cro він «виключає» роботу раннього правого оперону. Таке явище спостерігається на пізній стадії літичного розвитку, коли нарепліковано вже достатньо копій вірусного геному, і необхідно перевести клітину на виробництво білків капсиду.
Схожим чином Cro і CI впливають на промоторно-операторну ділянку лівого оперну.

### Індукція профага
Перехід від латентного стану профага до літичного розвитку спонтанно відбувається дуже рідко, проте якщо на лізогенізовану клітину подіяти ультрафіолетовим випромінюванням або іншим агентом, що пошкоджує ДНК, частота індукції різко зростає. Це пов'язано з тим, що за таких умов активується SOS-відповідь E.coli, тобто серія подій, спрямованих на екстрену репарацію ДНК і зупинку поділу клітини. У запуску SOS-відповіді важливу роль відіграє білок RecA, що за звичайних умов бере участь у генетичній рекомбінації, а після пошкодження ДНК перетворюється в активну форму Rec* і набуває здатності активувати автокаталітичне розщеплення бактерійного репресора LexA. Функція LexA полягає у пригніченні експресії генів, необхідних для SOS-репарації, отже для індукції SOS-відповіді цей білок необхідно інактивувати. Через те що LexA дуже схожий за структурою до лямбда-репресора, RecA* активує протеоліз не тільки першого, а й другого, а отже після пошкодження ДНК бактерії відбувається дерепресія генів фага лямбда. Починається експресія ранніх генів; до білків, що синтезуються, зокрема належать продукти генів int та xis, необхідні для вирізання профага з бактеріальної хромосоми. Після цього починається повноцінний літичний розвиток, який закінчується збиранням великої кількості фагових частинок, що лізуючи клітину живителя, виходять в середовище.

### Інтеграція та ексцизія вірусної ДНК

Схема інтеграції та ексцизії геному фага лябмда

Регуляція експресії генів int та xis фага лямбда під час лізогенного та літичного циклів розвитку та під час індукції профага

В інтегарції та вирізанні (ексцизії) вірусної ДНК із бактерійної хромосоми беруть участь два білки — інтеграза (продукт гену int) та білок ексцизіоназа (продукт гену xis). Для вбудовування необхідна тільки інтеграза, що забезпечує сайт-специфічну рекомбінацію, тоді як ексцизія потребує наявності обидвох факторів. Синтез цих двох білків повинен регулюватись таким чином щоб під час літичного розвитку рівень Xis завжди перевищував рівень Int, під час переходу до лізогенного розвитку в клітині навпаки було більше Int, а під час індукції профага концентрація обидвох білків була приблизно рівною.

#### Регуляція експресіїintіxisпід час літичного розвитку
Гени int і xis розміщені поруч у геномі фага лямбда; під час літичного розвитку їх експресія відбувається внаслідок активації транскрипції з лівого промотора PL. Пройшовши ген int, РНК-полімераза продовжує транскрипцію до початку ділянки sib, де розташований термінатор (обернений повтор, який зумовлює формування шпильки в структурі мРНК), але оскільки вона модифікована антитермінатором N, то пропускає цей термінатор і прочитує всю ділянку sib. Через це у транскрипті формується «перервана» шпилька, в утворенні якої бере участь не тільки послідовність, зчитана із термінатора, а й послідовності справа і зліва від неї. Дана структура розпізнається ферментом РНКазою ІІІ, що починає деградацію РНК із кінця з перерваною шпилькою. Оскільки ген int розташований ближче до цього кінця, то він руйнується швидше ніж xis, а отже в клітині завжди буде синтезуватись більше ексцизіонази, ніж інтегрази, і вірусна ДНК не зможе вбудуватись у бактерійну. Така регуляція експресії генів, яка забезпечується елементами, розташованими нижче по ходу транскрипції, ніж самі структурні гени, називається ретрорегуляцією.

#### Регуляція експресіїintіxisпід час встановлення лізогенії
Під час встановлення лізогенії положення генів int і xis, а також ділянки sib, таке ж як і під час літичного розвитку, і все ж вірусу вдається отримати більше інтегрази ніж Xis. Це пояснюється тим, що після вибору фагом лізогенного розвитку експресія генів, необхідних для інтеграції, відбувається не з промотора PL, а з промотора PI, що активується високим рівнем білка CII у клітині. Оскільки PI розташований всередині гену xis, то транскрибується не весь цей ген, через що функціональний продукт утворюватись не може. Окрім того, збільшенню концентрації інтегрази сприяє те, що антитермінатор N модифікує РНК-полімеразу, яка починає транскрипцію із PL, але не ту, яка стартує із PI, а отже остання зупиниться на термінотрній ділянці на початку sib, тому мРНК матиме стабільний кінець без перерваної шпильки і не деградуватиметься РНКазою. Таким чином під час встановлення лізогенії забезпечується високий рівень інтегрази, яка здійснюватиме вбудовування вірусного геному у бактерійну ДНК.

#### Механізм інтеграції
Інтеграція геному фага лябмда в бактерійну ДНК відбувається на основі механізму сайт-специфічної рекомбінації, яку забезпечує вірусна інтеграза разом і клітинним мультимерним комплексом IHF (англ. inegration host factor). Рекомбінація відбувається між ділянкою attB (англ. bacteria attachment) у ДНК вірусу та ділянкою attP (англ. phage attachment), що лежить між галактозним (gal) та біотиновим (bio) оперонами у геномі кишкової палички. Обидві ділянки attP та attB мають спільну п'ятнадцятинуклеотидну кóрову послідовність, із нею перекриваються два сайти приєднання інтегрази. Окрім того attP простягається ще на ~150 п.н. вверх (англ. upstream) від кору і на ~90 п.н вниз (англ. downstream), де містяться додаткові місця зв'язування інтегрази, а також IHF. Комплекс інегрази, IHF, attB та attP називається інтасомою. Всі елементи в інтасомі розташовані таким чином, що забезпечують успішну рекомбінацію, внаслідок якої вірусний геном перетворюється у лінійний профаг, на кінцях якого розташовані ділянки attL (англ. attachment site on the left) та attR (англ. attachment site on the right).

#### Регуляція експресіїintіxisпід індукції профага та ексцизія
Під час індукції профага у клітині руйнується репресор, внаслідок чого починається транскрипція із промотора PL, експресуються в тому числі і гени int та xis, аналогічно і як під час літичного розвитку. Тільки у випадку індукції профага синтезується рівна кількість інтегрази і Xis. Ретрорегуляція не спрацьовує саме тому, що вірусний геном тепер лінійний і вбудований у бактерійну ДНК, а оскільки ген int і ділянка xis знаходились по різні сторони від attB, то після інтеграції вони опинились на різних кінцях профага. Отже здійнсюючи транскрипцію лівого оперну РНК-полімераза не наткнеться на sib, в РНК не сформується перерваної шпильки і вона не руйнуватиметься нуклеазами.
Після накопичення достатньої клількості інтегрази та ексцизіонази в клітині вони разом із клітинним фактором IHF приєднуються до attL та attR і каталізують рекомбінацію зворотну до тої, що відбувалась під час інтеграції. Внаслідок ексцизії відтворюються сайти attP та attB, а вірусна ДНК переходить у кільцеву форму.

## Лізогенна конверсія
Коли помірний фаг лізогенізує клітину, її фенотип може змінюватись; це явище називається лізогенною конверсією. Найяскравішим прикладом лізогенної конверсії у випадку фага лямбда є те, що профаг забезпечує лізогенізованій клітині кишкової палички імунітет до суперінфекції, тобто повторного зараження, новими вірусними частинками фага лямбда. Після того як один вірус лізогенізував бактерію, інші не зможуть розмножуватись в ній ні літичним, ні лізогенним шляхом, через те що така клітина містить відносно високу концентрацію лямбда-репресора. Репресор зв'язуватиметься із операторними ділянками правого і лівого оперону суперінфікуючої вірусної ДКН, не допускаючи будь-якої експресії генів.
Профаг також захищає E.coli від інфікування бактеріофагом T4 з мутацією rII, за це відповідає білок продукт гену rex, розташованого в одному опероні із cI.
В інших, значно рідкісніших випадках фенотип бактерії може змінюватись внаслідок спеціалізованої трансдукції, під час якої фаг вбудовує в клітинну ДНК не тільки власний геном, а й ділянку геному попереднього живителя. Це може відбутись тоді, коли під час індукції профага ексцизія відбулась помилково: вирізана ділянка потрібної довжини, але зсунута вправо або вліво, внаслідок чого до складу ДНК, що пакуватиметься у вірусну голівку потрапила частина генів галактозного, рідше біотинового, оперонів кишкової палички. Якщо вірус, який містить гени галактозного оперону — λgal, — лізогенізує мутантну клітину gal -, нездатну засвоювати галактозу, то її фенотип повернеться до дикого типу.
Через те, що вірус, який утворюється внаслідок помилкової ексцизії, втрачає частину своїх власних генів, він не здатний проходити повноцінний літичний розвиток. Такі бактеріофаги називаються дефектними і здатні розмножуватись тільки у присутності іншого «допоміжного» фага, який може забезпечити функції, котрих бракує.

## Еволюція λ-подібних фагів
Незабаром після відкриття фага λ було знайдено інші бактеріофаги, що мають таку ж організацію геному і можуть рекомбінувати з фагом λ, даючи початок функціональним гібридам. Цю групу вірусів називають лямбдоїдними або λ-подібними фагами, до неї зокрема належать фаги phi80, P22, 434, HK97, 21, 82, 933W, HK022 та інші. Геноми багатьох із них було повністю секвеновано, проте, це не дозволило встановити справжніх філогенетичних зв'язків між ними. Хоча всі лямбдоїдні фаги, безперечно, еволюційно споріднені, визначити наскільки далеко кожен із них дивергував від спільного предка видається неможливим. Попарне порівняння кількох генів двох видів фагів дає суперечливі результати: наприклад, порівняння послідовностей гену cro може показати, що вони близькоспоріднені, в той час як при порівнянні сусіднього гену можна зробити висновок, що це еволюційно далекі види.
Така невідповідність результатів при порівнянні різних генів пояснюється тим, що в еволюції помірних фагів дуже велику роль відіграє горизонтальне перенесення генів. Воно відбувається внаслідок негомологічної рекомбінації — обміну ділянками ДНК із різними послідовностями, що може відбуватись між геномами двох бактеріофагів, які інфікували одну клітину. Незважаючи не те, що негомологічна рекомбінація — це помилковий процес, і відбувається вона досить рідко, а більшість її продуктів є абсолютно нежиттєздатними, у величезній популяції бактеріофагів біосфери все ж відбуваються вдалі обміни генами, що дають початок цілком функціональним «мозаїкам». Такими мозаїками, складеними із послідовностей ДНК з різною еволюційною історією, і є лямбдоїдні фаги.
Горизонтальне перенесення генів за участі помірних фагів, відіграє важливу роль не тільки в їх власній еволюції, а й в еволюції їхніх живителів.

## Використання
Здатність фага лямбда здійснювати спеціалізовану трансдукцію свого часу широко використовувалась для дослідження біотинового та галактозного оперонів E.coli. Пізніше, із розвитком методів рекомбінантних ДНК, таке застосування відійшло на задній план, проте накопиченні знання були використані для конструювання векторів для клонування ДНК на основі фага λ. Ці вектори можна розглядати як віруси, здатні до спеціалізованої трансдукції, проте набір генів, які вони переносять, не обмежений тими, що лежать поблизу профага в геномі лізогенізованої кишкової палички, а можуть бути фактично будь-якими (не враховуючи обмежень в розмірі).

### λ-вектори
Фаг лямбда широко використовується з метою конструювання векторних молекул для клонування генів у клітинах E.coli. У λ-базований вектор вводять ДНК, яку необхідно клонувати, після цього рекомбінантна молекула пакується у фагову голівку. Коли збирання вірусних частинок завершується, ними інфікують клітини E.coli. Цей процес значно ефективніший ніж, наприклад, трансформація бактерій плазмідами. Віруси розмножуються в культурах у вигляді «негативних колоній» (зон лізису), із яких згодом можна виділити необхідну ДНК.
У фагову голівку може запаковуватись тільки ДНК розміром 78—105% від оригінального вірусного геному (37—51 т.п.н.), тому щоб «звільнити місце» для клонованого гену, з ДНК вірусу видаляють ділянки, несуттєві для літичного розвитку. Навіть після цього розмір клонованого фрагменту може коливатись тільки в межах 5—25 т.п.н. З іншого боку, обмеження в довжині ДНК, яка може пакуватись у голівки, може бути використане для селекції рекомбінантних молекул на основі розміру: надто малі молекули, в яких не відбулось включення бажаної ділянки, не ввійдуть до складу вірусних частинок.
Геном фага лябмда містить по кілька сайтів розпізнавання для майже кожної із ендонуклеаз рестрикції, які широко використовуються. Під час розробки векторів ці ділянки вилучають, і залишають тільки одну (у векторах включення, λgt10) або дві (у векторах заміщення, наприклад λEMBL4).
Зараз розроблена велика кількість векторів на основі геному фага λ, призначених для різних потреб, частина із них, наприклад Charon 4A використовується для створення геномних бібліотек.

### Косміди
Інший підхід до використання фага лямбда для клонування генів, який дозволяє зменшити обмеження у розмірі клонованої ділянки, але зберегти високу ефективність інфікування, полягає у конструюванні космід. Косміди — це плазміди, що містять ділянку cos фага λ, окрім того, як всі плазміди, вони мають сайт ori для реплікації в клітині бактерії і маркерні гени. Косміди, що містять клонований ген, пакуються у вірусні голівки, і вводяться в клітину як нормальна фагова ДНК, проте далі інфекція не іде, через те, що рекомбінантна молекула не містить жодного із генів, необхідних для літичного розвитку. Використання космід дозволяє клонувати ділянки ДНК розміром 32-47 т.п.н. Їх також часто використовують для створення геномних бібліотек.

## Корисні посилання
- Геном фага λ(англ.)
- Анімація, що відображає літичний розвиток фага лямбда